# If You’re Feeling Sinister
If You're Feeling Sinister - drugi album Belle & Sebastian. Wydany w 1996 roku, pół roku po Tigermilk. Jest to pierwszy album zespołu nagrany dla Jeepster Records. W 2005 roku został wznowiony przez Matador Records. Album uważany jest przez krytyków muzycznych i fanów zespołu za jedno ze szczytowych osiągnięć gatunku indie pop oraz najlepszy album zespołu.

## Lista utworów
(Wszystkie utwory są autorstwa Stuarta Murdocha)
1. „The Stars of Track and Field”
2. „Seeing Other People”
3. „Me and the Major”
4. „Like Dylan in the Movies”
5. „The Fox in the Snow”
6. „Get Me Away from Here, I’m Dying”
7. „If You’re Feeling Sinister”
8. „Mayfly”
9. „The Boy Done Wrong Again”
10. „Judy and the Dream of Horses”

## Muzycy
- Stuart Murdoch – wokal, gitara
- Stuart David – bas
- Isobel Campbell – wiolonczela
- Chris Geddes – klawisze, pianino
- Richard Colburn – perkusja
- Stevie Jackson – gitara
- Sarah Martin – skrzypce
- Mick Cooke – trąbka